# Graphis componens
Graphis componens är en lavart som beskrevs av Nyl. Graphis componens ingår i släktet Graphis och familjen Graphidaceae.   Inga underarter finns listade i Catalogue of Life.